# Matt Flynn
 Der er flere personer med dette navn, se Matt Flynn (musiker).
Matthew Clayton "Matt" Flynn (født 20. juni 1985 i Tyler, Texas, USA) er en amerikansk footballspiller, der spiller i NFL som quarterback for Green Bay Packers. Han blev draftet til ligaen i 2008.

## Klubber
- Green Bay Packers (2008–2011)
- Seattle Seahawks (2012)
- Oakland Raiders (2013)
- Buffalo Bills (2013)
- Green Bay Packers (2013–)